# 田中文夫
田中 文夫（たなか ふみお、1948年11月15日 - ）は、日本のテレビプロデューサー。
毎日放送のプロデューサーとして活躍し、取締役編成部長、常務取締役、専務取締役などを歴任した。

## 来歴・人物
兵庫県龍野市（現・たつの市）出身。1972年3月、東京大学教養学部卒業後、4月に毎日放送入社。入社以来、ラジオ番組『MBSヤングタウン』のディレクターを経て、テレビ番組制作となってからはTBS系列全国ネット・関西ローカルのテレビ番組のディレクター・プロデューサーを務めた。
2001年6月ラジオ局長、2003年6月取締役編成局長を経て、2005年より常務取締役（編成局・製作局・報道局担当）を務め、2007年6月27日より専務取締役兼業部門総括兼オーサカキング推進担当兼オーサカキング推進室長だが、2009年6月25日付から専務取締役テレビ部門統括に肩書きが変更となり、2011年6月23日付で顧問に就任。同時に子会社の放送映画製作所社長も2016年6月まで務めた。
2005年7月23日に全国松竹・東急系列劇場にて公開された人気テレビアニメ『鋼の錬金術師』の映画版『劇場版 鋼の錬金術師 シャンバラを征く者』の製作に携わった。

## 過去の担当番組
- 八木治郎ショー・いい朝8時（TBS系列全国ネット、ディレクター）
- 突然ガバチョ!（関西ローカル、チーフディレクター）
- 4時ですよーだ（関西ローカル、プロデューサー、初期はディレクター兼任）
- 新伍Niタッチ!（TBS系列全国ネット、プロデューサー）
- 敏感!エコノクエスト（TBS系列全国ネット、プロデューサー）
- ご存知!平成一番人気（TBS系列全国ネット、プロデューサー）
- 道浪漫（TBS系列全国ネット、プロデューサー） ほか

## 関連人物
- 角淳一
- 三村景一
- 寺崎要
- 笑福亭鶴瓶
- ダウンタウン